# Van Foreest
Van Foreest ist der Geschlechtername eines Uradelsgeschlechts aus der ehemaligen Grafschaft Holland. Seine erste Erwähnung fand es mit der Edelfrau Machteld van Foreest am 27. Juli 1250. Jene wird aber schon im Jahre 1241 als die Witwe des W. de Foresto bezeichnet. Die Familie ist eine der wenigen ursprünglich adeligen Geschlechter Hollands, welche noch nicht ausgestorben sind. Im 13. Jahrhundert finden sich die ersten Familienmitglieder unter dem Namen De Foresto im Umland von Aachen.

## Chronik
Seine ursprünglichen Besitzungen hatte das Geschlecht Van Foreest am Rhein zwischen den Städten Alphen aan den Rijn und Gouda, wo sie die Ambachtsherrschaften von Middelburg, Spoelwijk, Nieuwerkoop und eben Foreest besaßen. Wohnhaft waren die Familienmitglieder in der Burg Foreest, Groot Poelgeest, Klein Poelgeest und Den Toll. Ende des 14. Jahrhunderts schlugen verschiedene Personen der Familie eine städtische Verwaltungslaufbahn ein. Diese führte sie vorwiegend in die Städte Delft, Haarlem, Alkmaar und Hoorn, wo sie zum einflussreichen Regentenpatriziat zählten. Andere Familienmitglieder waren wiederum als Ratsherren im Hohen Rat von Holland, Zeeland und Westfriesland – dem Hof van Holland, als Ratsherren der Staaten von Holland und Westfriesland, in den Handelskompanien VOC und WIC, in der Admiralität von Holland, in der Grafelijkrekenkamer (eine Art Finanzministerium) und in der Deichverwaltung tätig. Im Jahre 1814 wurde das Geschlecht mit dem Adelsprädikat Jonkheer in den neuen niederländischen Adel eingeführt.

## Bedeutende Familienmitglieder waren unter anderem
- Machteld van Foreest (13. Jahrhundert), holländische Edelfrau
- Herpert van Foreest (1397–1459), Bürgermeister von Haarlem
- Herpert van Foreest (1472–1501), Bürgermeister von Delft
- Pieter van Foreest, auch Petrus Forestus und Peter Forest (1521–1597), niederländischer Arzt und Autor in Delft
- Nanning van Foreest (1529–1592), Pensionär von Alkmaar, Ratsherr im Hohen Rat von Holland und Seeland, Deputierter der niederländischen Generalstaaten und Ratsherr in der Utrechter Union von 1579
- Nanning van Foreest (1578–1668), Ratsherr von Alkmaar, Finanzminister von Holland
- Jan van Foreest (1586–1651), Bürgermeister von Hoorn
- Jacob van Foreest (1640–1708), Bürgermeister von Hoorn sowie Bewindhebber (hohe Verwaltungsperson, Leiter) der Niederländischen Ostindien-Kompanie (VOC)
- Dirk van Foreest (1676–1717), Bürgermeister von Hoorn, Leiter der VOC und der Niederländischen Westindien-Kompanie
- Nanning van Foreest (1682–1745), Bürgermeister von Hoorn, Leiter der VOC und der WIC
- Cornelis van Foreest (1704–1761), Bürgermeister von Hoorn, Leiter der VOC und der WIC
- Nanning van Foreest (1756–1828), Bürgermeister von Alkmaar
- Dirk van Foreest (1862–1956), Schachmeister
- Arnold Engelinus van Foreest (1863–1954), Schachmeister
- Jorden van Foreest (* 1999), Schachgroßmeister
- Lucas van Foreest (* 2001), Schachgroßmeister
- Machteld van Foreest (* 2007), Schachmeisterin